# دروازه ساکورادا
دروازه ساکورادا (به ژاپنی: 桜田門, sakurada-mon)، ساکورادا-مون دروازه ای در خندق داخلی کاخ امپراتوری توکیو، در توکیو، ژاپن است.
محل حادثه ساکورادامون (۱۸۶۰) در سال ۱۸۶۰ بود که در آن تایرو (ژاپن) ای نائوسوکه خارج از دروازه توسط سامورایی‌هایی از قلمرو میتو و قلمرو ساتسوما کشته شد.
در سال ۱۹۳۲، این محل یک سوءقصد دیگر بود (حادثه ساکورادامون (۱۹۳۲))، هنگامی که لی بونگ چانگ، فعال جنبش استقلال کره تلاش کرد امپراتور هیروهیتو را بکشد همان‌طور که دسته همراه او از دروازه عبور می‌کرد، بکشد.